# 재일조선통일민주전선
재일조선통일민주전선(在日朝鮮統一民主戦線)은 1951년부터 1955년까지 활동한 재일 한국인 조직이다. 6.25 전쟁 당시 조선민주주의인민공화국 정부를 지원하기 위해 결성되었다.

## 참고 자료
- 《集団犯罪の捜査に関する実証的考察》. 検察研究所特別資料第1号. 検察研究所. 1951. NDLJP:3453702. 다음 글자 무시됨: ‘和書’ (도움말)
- 篠崎平治 (1955). 《在日朝鮮人運動》. 実務教養選書. 令文社. NDLJP:2978741. 다음 글자 무시됨: ‘和書’ (도움말)
- 李瑜煥 (1980). 《日本の中の三十八度線―民団・朝総連の歴史と現実―》. 洋々社. 다음 글자 무시됨: ‘和書’ (도움말)